# Monte Sanqingshan
O Monte Sanqingshan (chinês: 三清山 ; pinyin : sān qīng shān) é uma famosa montanha taoísta situada no maciço do Monte Huaiyu, a cerca de 80 km a norte da cidade de Yushan, na província de Jiangxi, China. É constituída de três cumes principais, o Yujing (ponto mais alto: 1817 metros), Yuxu e Yuhua.

## Parque Nacional do Monte Sanqingshan
O Parque turístico do Monte Sanqingshan foi decretado como parque nacional em 1 de agosto de 1988.
A UNESCO inscreveu o Parque Nacional do Monte Sanqingshan como Patrimônio Mundial por "sua excepcional qualidade cênica, marcada pela concentração de pilares e picos fantásticamente esculpidos: 48 picos de granito e 89 pilares de granito, muitos dos quais se assemelham a silhuetas humanas ou animais"

## Galeria

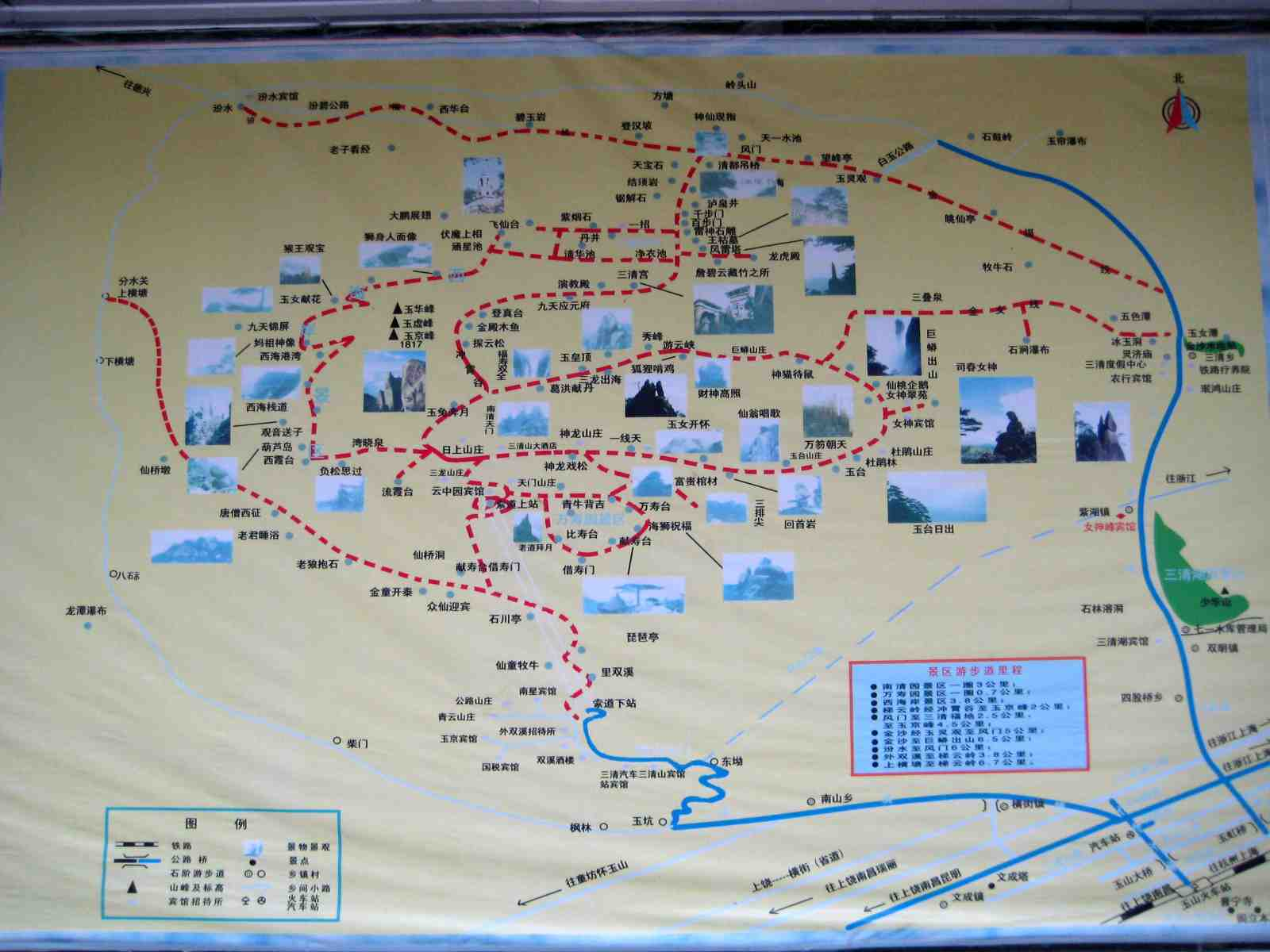
Mapa do local
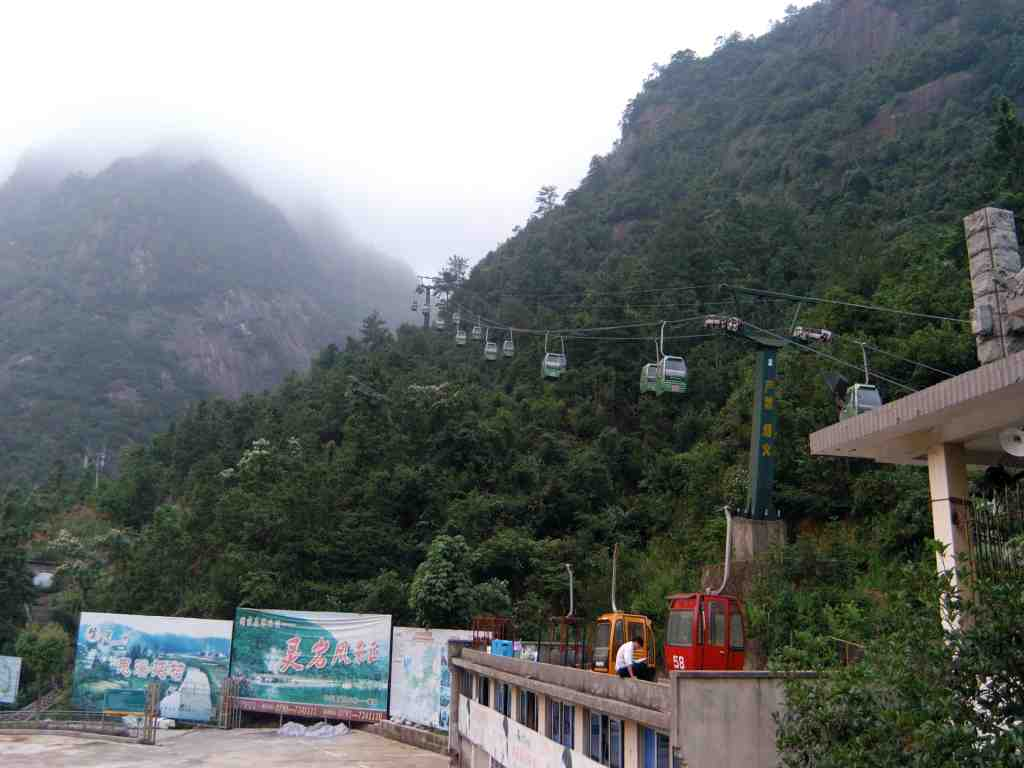
Bonde
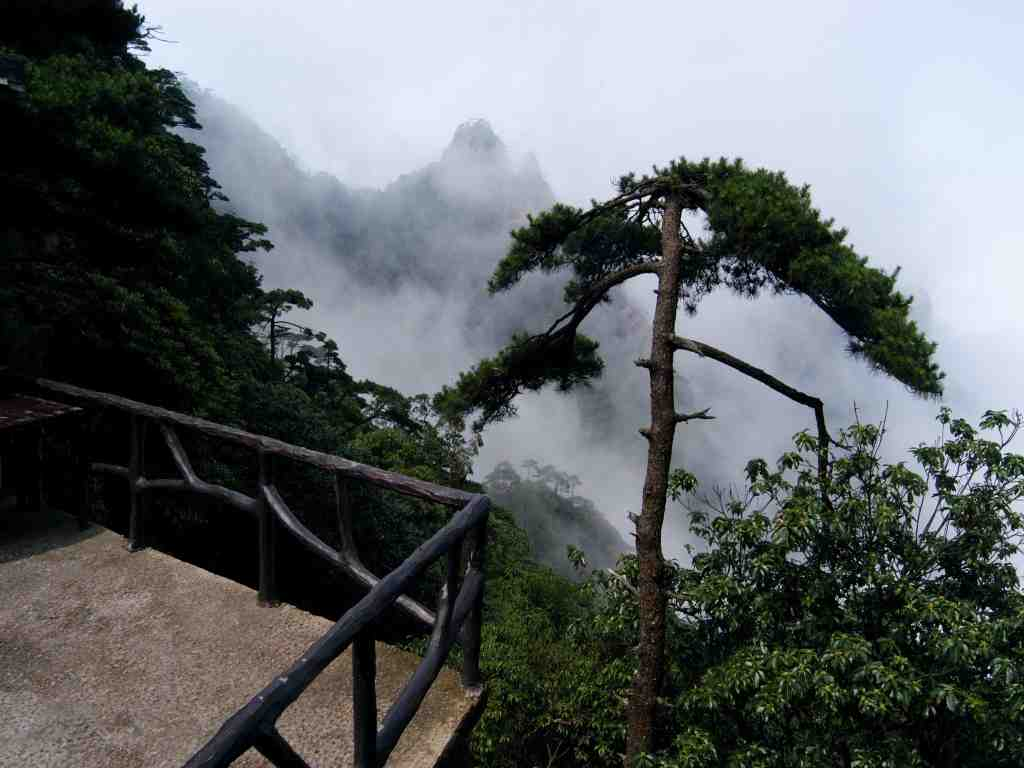
Pinheiro
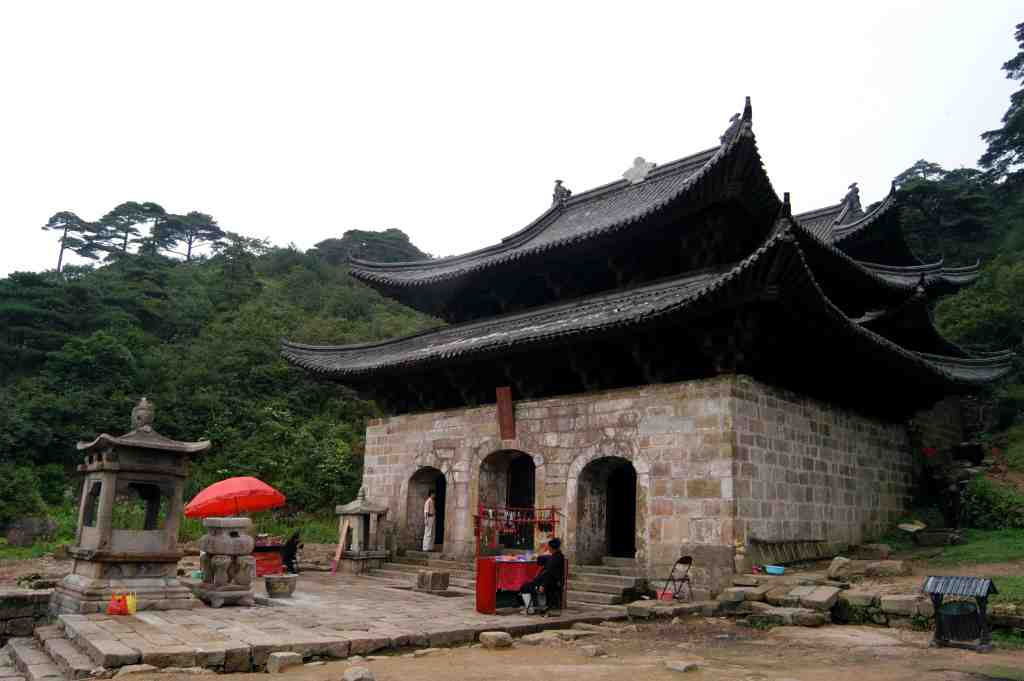
Templo de San Qing
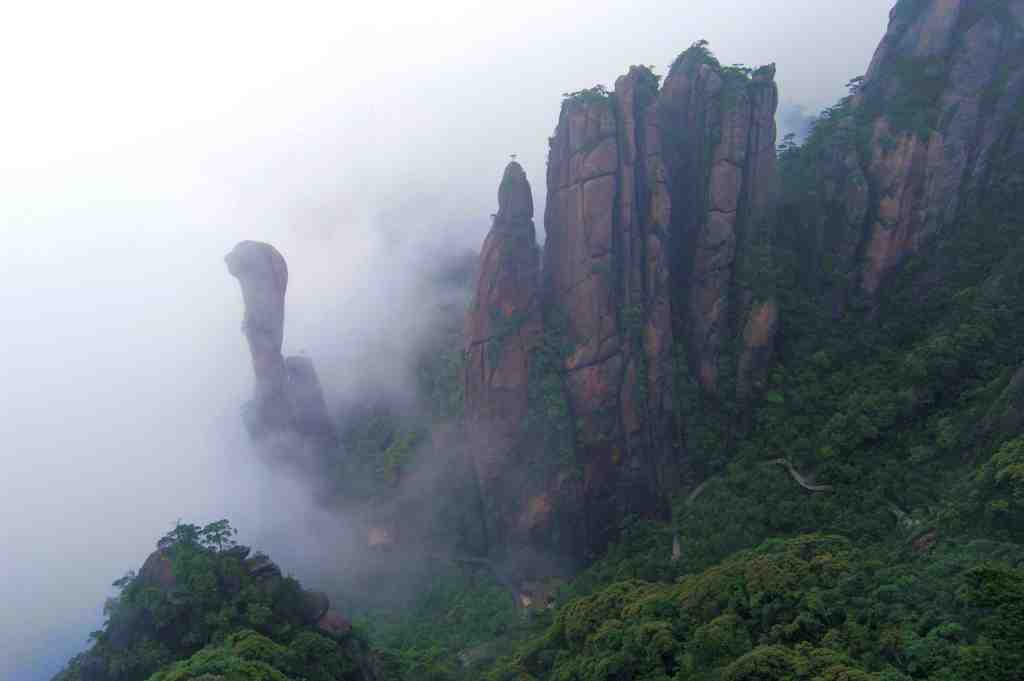
Rocha da Cobra
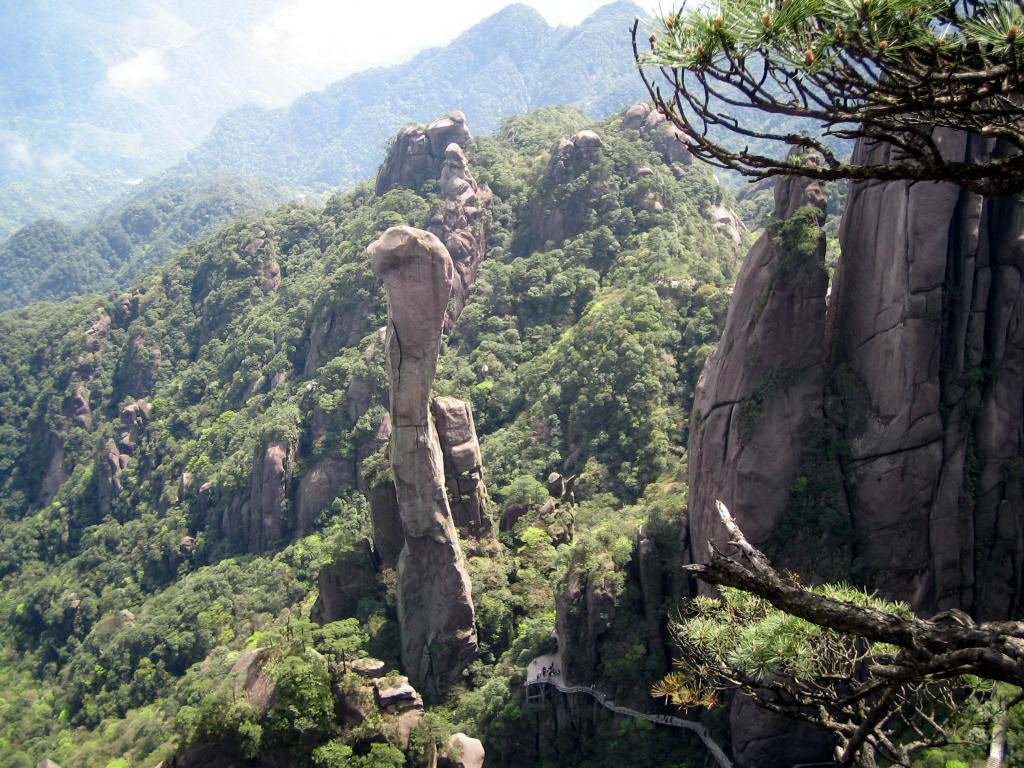
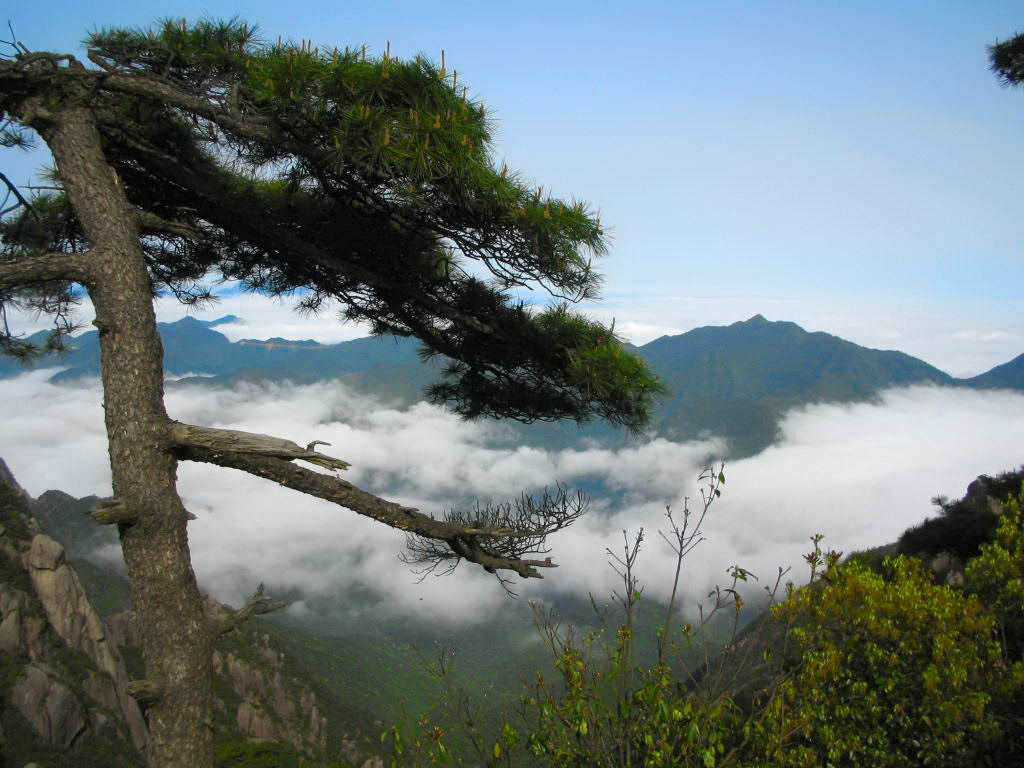
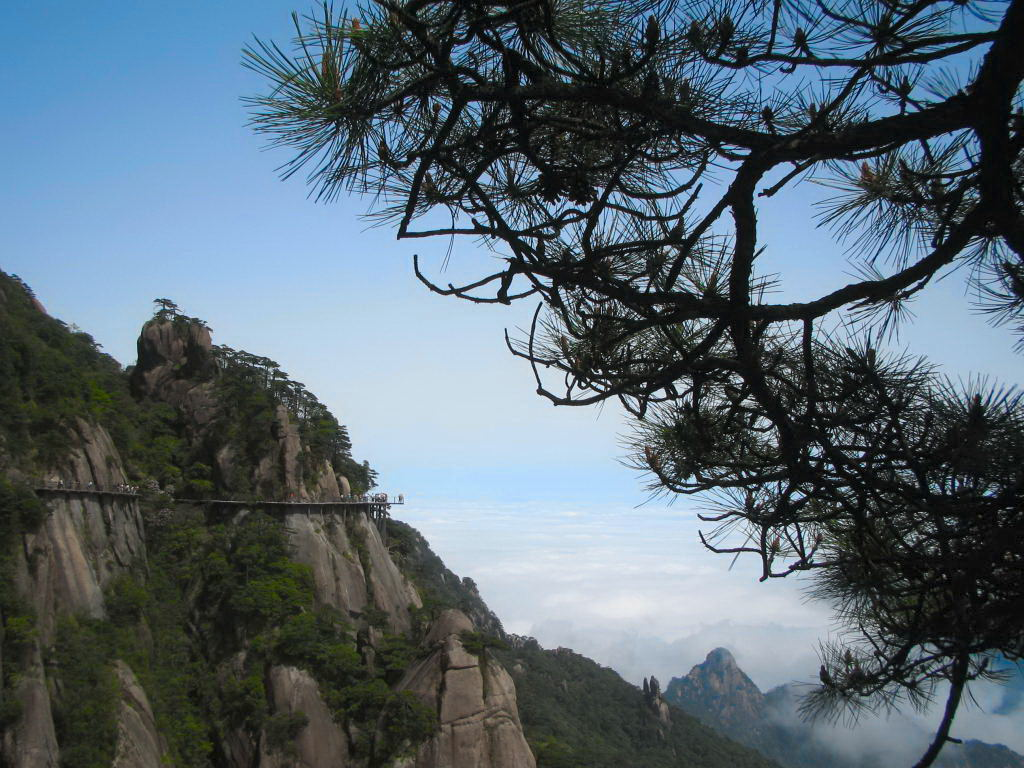
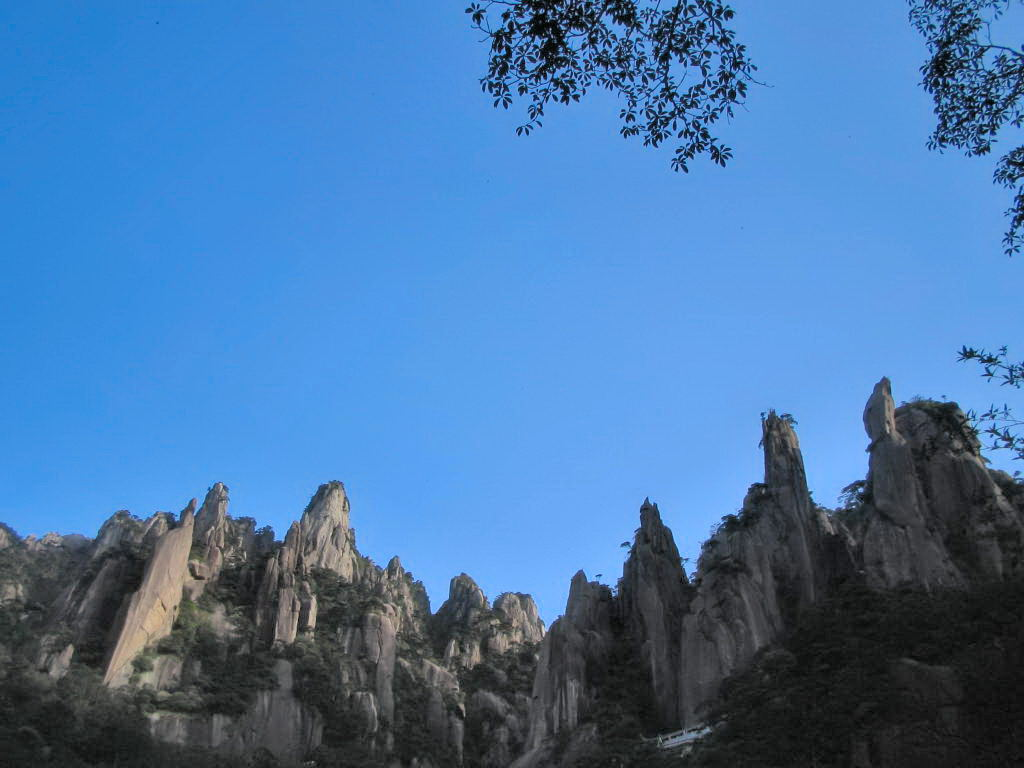
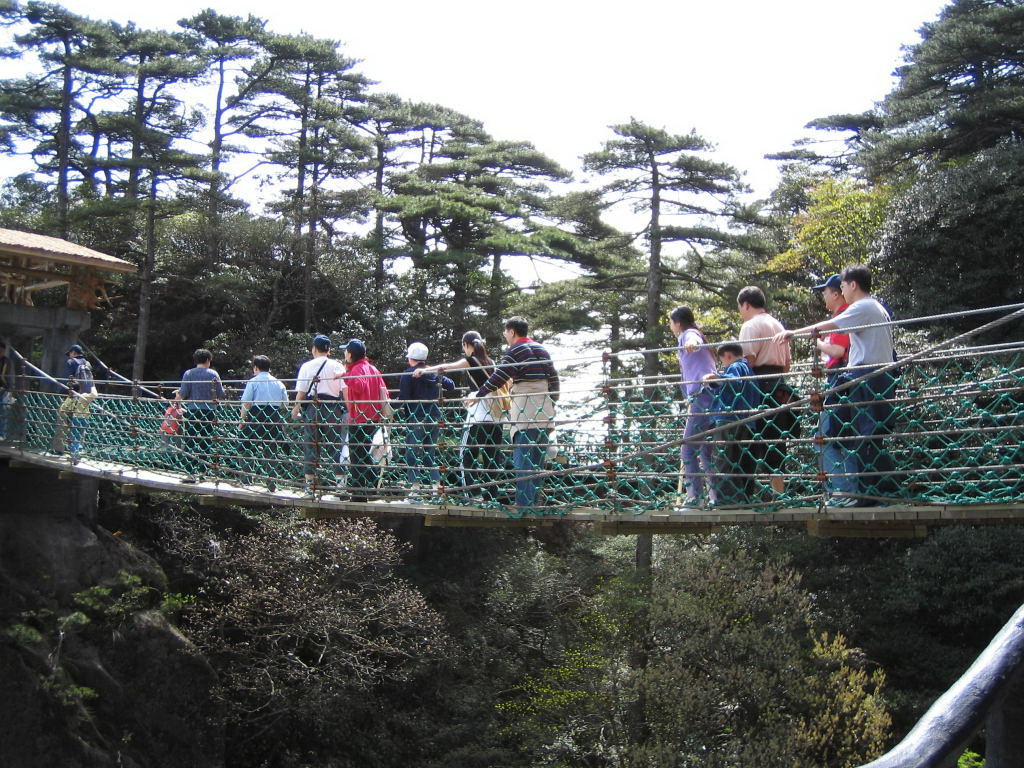